# Federico Moretti (voleibolista)
Benjamin Toniutti (6 de diciembre de 1983, Fermo, Marcas) es un voleibolista Italiano. Actualmente juega en el Volley Potentino.